# Йовик
Йо̀вик (на норвежки: Gjøvik) е град и едноименна община в южна Норвегия. Разположен е на брега на езерото Мьоса във фюлке Оплан на около 100 km северно от столицата Осло. Получава статут на община през 1849 г. Има жп гара. Население около 18 400 жители според данни от преброяването към 1 януари 2008 г.

## Икономика
През 1807 г. в Йовик е построен завод за стъкла. Тук се намира и фирмата Мюста, един от най-големите производители на кукички за риболов в света. Днес Йовик е център на местната търговия, промишленост, селско стопанство, услуги и образование. Университетският колеж на града е специализиран в инженерство и медицински науки.

## Побратимени градове
- Алфтанес, Исландия
- Йевле, Швеция
- Нествед, Дания
- Раума, Финландия
- Стоутън, Уисконсин, САЩ